# Pensionärskommittén
Pensionärskommittén är ett forum, bildat 1991, för överläggningar mellan regeringen och företrädare för de pensionärsorganisationer som står öppna för alla pensionärer. Kommittén ska samlas minst två gånger per år och behandla frågor som rör äldre i samhället. En av initiativtagarna till pensionärskommittén var PRO-ordföranden Lars Sandberg.

## Deltagande organisationer
- Pensionärernas riksorganisation (PRO) cirka 260 000 medlemmar[1]
- SPF Seniorerna cirka 265 000 medlemmar[2]
- Svenska KommunalPensionärernas Förbund (SKPF Pensionärerna) över 170 000 medlemmar[3]
- Riksförbundet Pensionärsgemenskap (RPG) 15 000 medlemmar[4]
- Sverigefinska pensionärer (SFP)
- Finska Pensionärernas Riksförbund i Sverige (FPRF)[5]

### Notförteckning
1. ↑  ”Om PRO”. PRO. Arkiverad från originalet den 2 januari 2019. https://web.archive.org/web/20190102094604/https://www.pro.se/Om-pro/Organisation/. Läst 2 januari 2019.
2. ↑  ”Om förbundet”. SPF Seniorerna. 12 december 2018. https://www.spfseniorerna.se/om-forbundet/. Läst 2 januari 2019.
3. ↑  ”Styrka och trygghet tillsammans”. https://www.skpf.se/. Läst 2 januari 2019.
4. ↑  ”Om RPG”. http://www.rpg.org.se/om-rpg/om-rpg/. Läst 2 januari 2019.
5. ↑  ”Möte med Pensionärskommittén”. Regeringskansliet. 21 maj 2018. https://www.regeringen.se/artiklar/2018/05/mote-med-pensionarskommitten/. Läst 2 januari 2019.